# Zuclopentixol

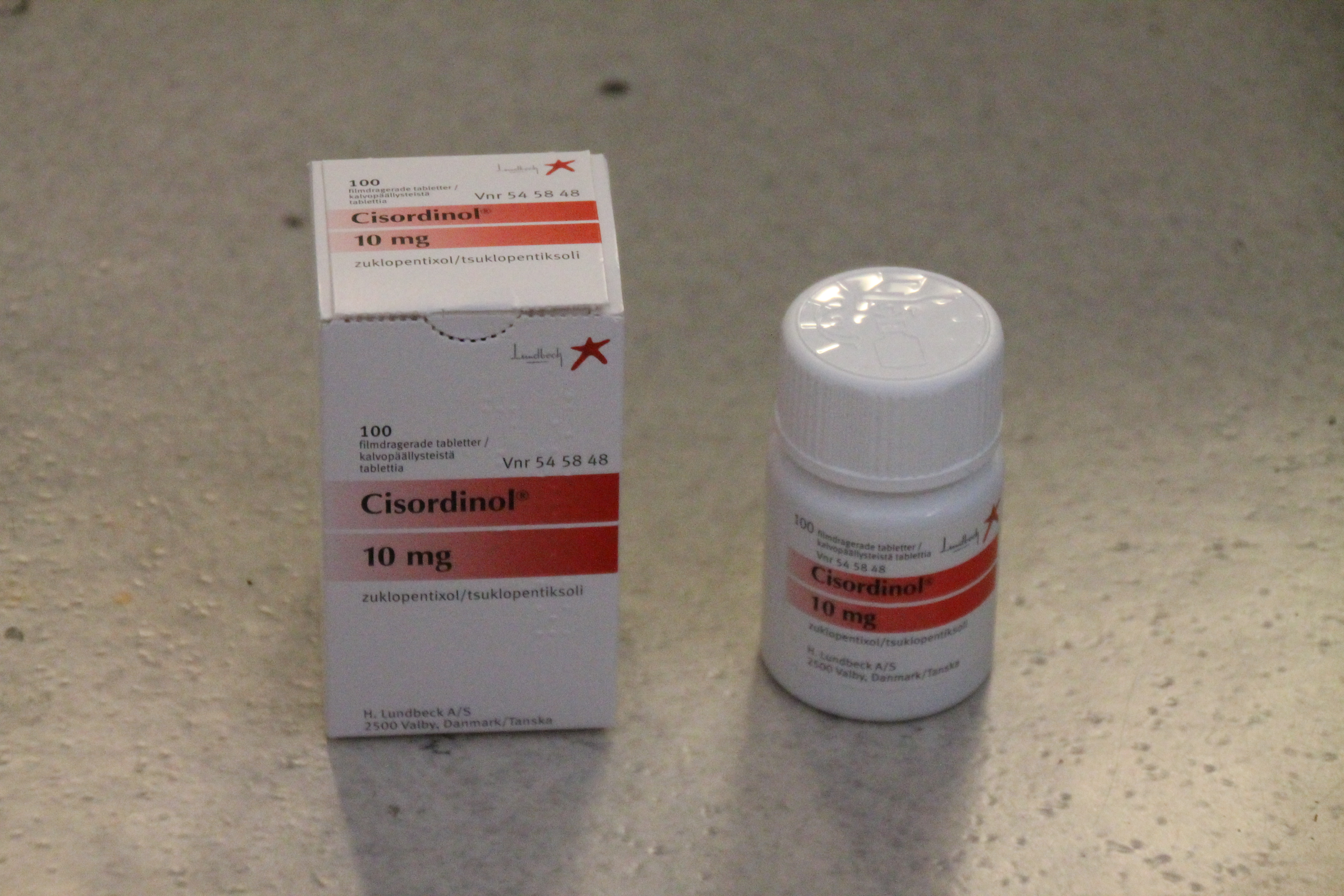
Cisordinol

Zuclopentixol é um fármaco utilizado pela medicina como neuroléptico, indicado no tratamento da esquizofrenia e em fases maníaco-depressivas de psicopatologias.